# Henry Stephens Salt

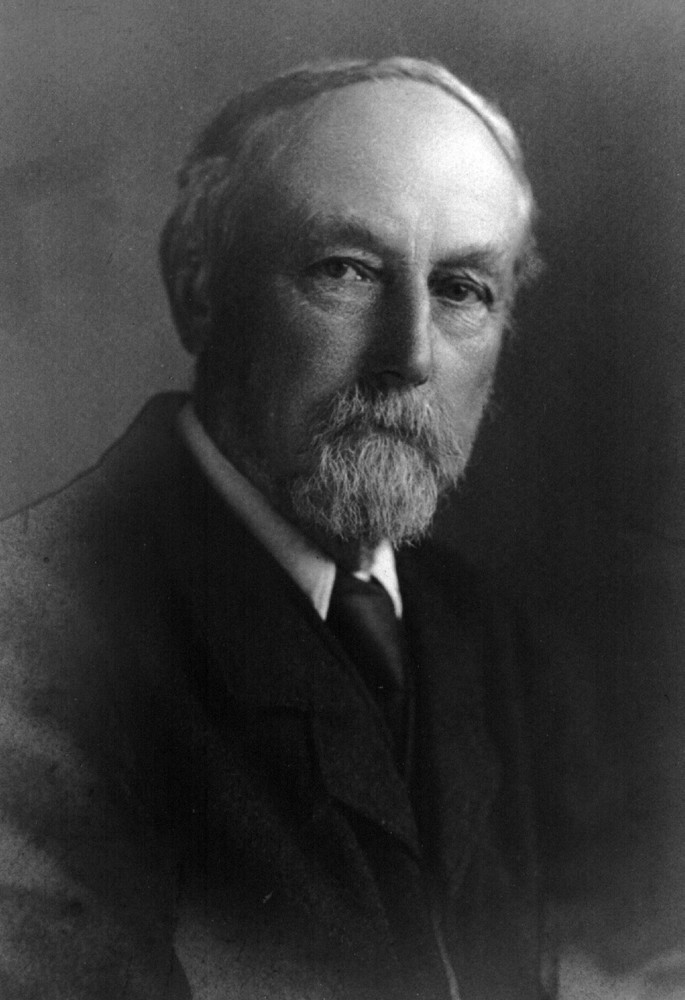
Henry Stephens Salt

Henry Stephens Salt (* 20. September 1851; † 19. April 1939) war ein britischer Reformer. Er war Mitbegründer der seit 1891 bestehenden Humanitarian League, die verschiedenen Befreiungsbewegungen des eduardischen Englands ein gemeinsames humanitäres Prinzip unterstellte und dieses einforderte. Er und die anderen Gründer John Galsworthy, Colonel W. L. Blenkinsop Coulson sowie Edward Carpenter stellten sich gegen die Prügel- und Todesstrafe, Jagd als Sport, sowie Tierversuche (damals: Vivisektion). Sie sprachen sich für einen breiten Vegetarismus aus. 
Zu den nennenswerten Unterstützern zählen Keir Hardie, Thomas Hardy, George Bernard Shaw, Bertram Lloyd and Christabel Pankhurst. Die Liga wurde 1920 aufgelöst.

## Leben
Salt wurde als Sohn eines Colonels in Indien geboren. Als Kind zog er mit seiner Familie nach England, wo er am Eton College unterrichtet wurde. 1875 promovierte er in Cambridge. Salt unterrichtete daraufhin Klassik in Eton. Er heiratete Catherine (Kate) Joynes, mit der er sich 1884 beruflich zurückzog, um politisch und publizistisch zu wirken.

## Rezeption
Seine Schrift A Plea for Vegetarianism (1886) hatte Einfluss auf Mahatma Gandhi, der über sie schrieb: "Ich las Salts Buch von vorn bis hinten und war stark davon beeindruckt. Seit dem Moment der Lektüre dieses Buches kann ich behaupten, aus eigener Wahl Vegetarier gewesen zu sein." Seine Ansichten über zivilen Ungehorsam führte Gandhi nicht nur auf Henry Thoreau, sondern auch auf Salt zurück. Von der modernen Tierbefreiungsbewegung wird Salt als Vorläufer betrachtet. Der Autor Matthias Rude schreibt dazu: "Die Befreiung von Mensch und Tier sind für Salt untrennbar miteinander verbunden, die eine ohne die andere gar nicht möglich." In der Autobiografie des Engländers, die den ironischen Titel Seventy Years among Savages (1931) trägt, heißt es: "Die Emanzipation der Menschen vor Grausamkeit und Ungerechtigkeit wird zu gegebener Zeit auch die Befreiung der Tiere mit sich bringen. Die beiden Reformen sind untrennbar miteinander verbunden und keine kann alleine voll verwirklicht werden."

## Werke (Auswahl)
- Literary Sketches (1888)
- Percy Bysshe Shelley: A Monograph (1888)
- Examination of Hogg's "Life of Shelley" (1889)
- The Life of Henry David Thoreau (1890; London: Walter Scott, 1896) Nachdruck durch Kessinger Publishing.  ISBN 1-4179-7028-6
- Animals' Rights: Considered in Relation to Social Progress (1892). Nachdruck mit Vorwort von Peter Singer (Clarks Summit, PA: Society for Animal Rights, 1980). ISBN 0-9602632-0-9
- Songs of freedom ([1893])
- Richard Jefferies: A Study (1894)
- Life of James Thomson ("B.V.") (1898)
- De Quincey (1904)
- The Faith of Richard Jefferies. Illustrationen Bertha Newcombe. London : Swan Sonnenschein & Co., 1894
- The logic of vegetarianism; essays and dialogues (1906)
- Seventy years among savages (1921)